# جابجایی پروفسور بین
جابجایی پروفسور بین (انگلیسی: Professor Bean's Removal) یک فیلم کوتاه کمدی به کارگردانی هنری لرمن است که در سال ۱۹۱۳ منتشر شد.

## گزیدهٔ بازیگران
- راسکو آرباکل
- چارلز ماری
- میبل نورماند
- فورد استرلینگ